# Авария в завод „Миджур“
Аварията в завод „Миджур“ е промишлена авария в резултат от взрив на 1 октомври 2014 година в завода за обработка на боеприпаси „Миджур“ в село Горни Лом, община Чупрене, област Видин.
Загиват 15 души, други 3 души са ранени, а двете сгради на засегнатия цех C са напълно унищожени. Заводът е собственост на акционерното дружество „Видекс“. В съвета на директорите на дружеството влизат Валери Митков, Ирина Миткова и Емил Валериев Митков, който загива при аварията.

## Предходни протести срещу работата на завода
През 2008 г. има внесено искане от Петър Пенчев – член на Обществения съвет на Асоциация на свободното слово „Анна Политковская“ и зам.-председател на Национално движение „Екогласност“ до българския министър-председател Сергей Станишев с копие до Жозе Барозо – председател на Европейската комисия за намеса на държавата относно спиране вноса на 1 600 000 противопехотни мини от Гърция за унищожаването им в България. Искането не е удовлетворено, даже и Върховният административен съд го отхвърля, не правейки разлика между 'унищожаване' и 'утилизация'(разглобяване). През следващата 2009 година, по време на мандата на Бойко Борисов (27 юли 2009 – 13 март 2013) в качеството му на министър-председател, от Министерството на околната среда и водите се позовават на Разрешение за експлоатация на завода от 2007 г. без да е актуализирано заради вноса на новото голямо количество боеприпаси. На 2 октомври 2009 г. в НД „Екогласност“ получават копие от Разрешение от 4 септември 2008 г. за трансфер на оръжия, издадено от Междуведомствената комисия за експортен контрол и неразпространение на оръжия за масово унищожение към Министерството на икономиката, енергетиката и туризма, издадено на фирма „Видекс“ АД за внос на противопехотни мини М-2, ДМ-31, М-16 и М-14, с вносител „Хеленик Дифенс Системс“ СА – Гърция., но това е в нарушение на Конвенцията за унищожаване на противопехотните мини (Отавска конвенция) – с нея е забранено разглобяването им.

## Протичане на аварията
На 30 септември 2014 година в завода са доставени 3 камиона с противопехотни мини, предназначени за утилизация. Тъй като подемната техника на завода е неизправна, на следващата сутрин започва разтоварването им на ръка, една по една. По стечение на обстоятелствата същият ден в завода пристига Емил Митков, директор на собственика „Видекс“, който провежда подробна инспекция на целия технологичен процес в търсене на възможности за увеличаване на производителността.
Самият взрив настъпва в 16 часа и 57 минути в цех C, който е съставен от две сгради, разделени с гасителен сифон. И двете сгради са унищожени, тъй като гасителният сифон не успява да изпълни функцията си, защото в него са складирани взривни вещества. Конкретните причини за взрива не са изяснени, заради тежките разрушения на цеха и липсата на оцелели свидетели. По оценки в този момент в сградите се намират около 5600 противопехотни мини, както и складирани взривни вещества от вече разглобени мини, като общото количество се оценява на 6 до 10 тона тротил.

## Съдебен процес
През септември 2016 година прокуратурата обвинява за различни нарушения, свързани с взрива, четирима души – изпълнителния директор на завода Валери Митков, отговорника по безопасност на труда Палма Иванова и служителите на Министерството на вътрешните работи Божидар Василев и на Министерството на икономиката и енергетиката Ивелина Бахчеванова. На 19 юни 2018 година всички обвинения са отхвърлени от първоинстанционния Окръжен съд – Видин. Ходът на делото, включително мотивите за съдебното решение, за засекретени, тъй като в него се съдържа и класифицирана информация.
Решението на първоинстанционния съд е обжалвано от прокуратурата пред Софийския апелативен съд, който на 11 януари 2021 година потвърждава оправдателната присъда. След ново обжалване, на 12 май 2022 година присъдата е потвърдена и от Върховния касационен съд, който пише в решението си: Прокурорът не излага факти относно причината за възникване на взрива и съответно дали той произхожда от нечие действие или бездействие... Такава причина не би могла да бъде и описана, тъй като никой от експертите по делото не дава и не би могъл да даде отговор на този въпрос въпреки детайлното изследване.